# Sven-Gunnar Larsson
Sven-Gunnar Larsson (ur. 10 maja 1940) – szwedzki piłkarz występujący na pozycji bramkarza.

## Kariera klubowa
Pierwszym klubem Larssona był IF Saab. W 1962 roku trafił do Örebro SK. W Allsvenskan zadebiutował 26 sierpnia 1962 w wygranym 4:3 meczu z zespołem Elfsborg IF. W Örebro grał do 1975 roku. W tym czasie w szwedzkiej ekstraklasie zagrał 274 razy. Potem był graczem fińskiego Grankulla IFK, gdzie zakończył karierę.

## Kariera reprezentacyjna
W reprezentacji Szwecji Larsson zadebiutował 31 października 1965 w zremisowanym 0:0 towarzyskim meczu z Norwegią. W 1970 roku został powołany do kadry na Mistrzostwa Świata. Zagrał na nich w meczach z Izraelem (1:1) oraz Urugwajem (1:0). Ostatecznie tamten turniej Szwecja zakończyła na fazie grupowej. W 1974 roku ponownie znalazł się w kadrze na mundial. Tym razem nie wystąpił na nich ani razu, a Szwecja odpadła z turnieju po drugiej rundzie. W latach 1965–1974 w drużynie narodowej Larsson rozegrał w sumie 27 spotkań.